# Championnats du monde de tir 1909
Navigation
Édition précédente Édition suivante
Les championnats du monde de tir 1909, treizième édition des championnats du monde de tir, ont eu lieu à Hambourg, en Allemagne, en 1909.